# Gaspard Monge

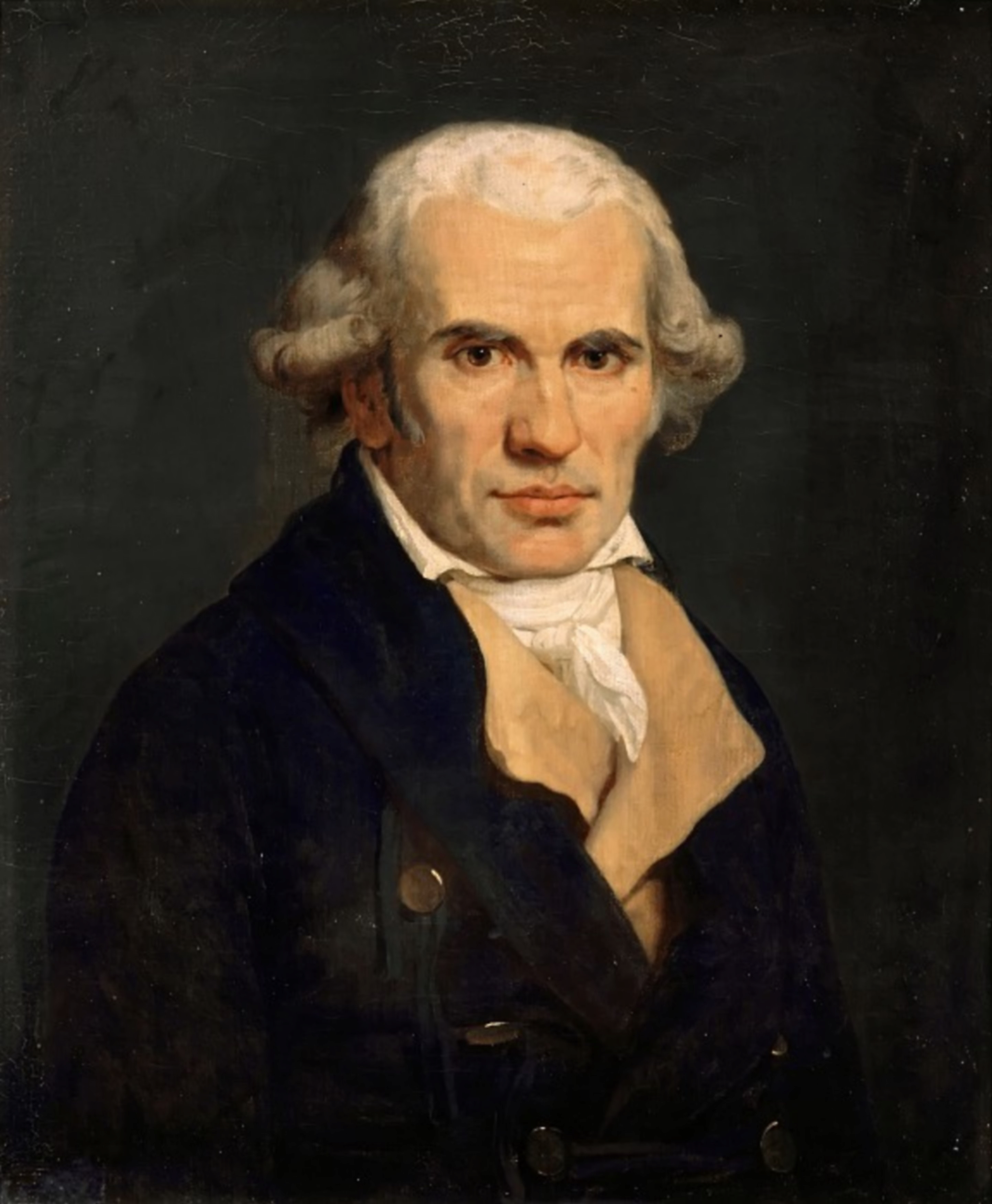
Gaspard Monge

Gaspard Monge, Comte de Péluse, (* 9. Mai 1746 in Beaune; † 28. Juli 1818 in Paris) war ein französischer Mathematiker, Physiker und Chemiker sowie Minister.

## Leben
Geboren wurde er in Beaune im Burgund, als Sohn von Jacques Monge (* 1718), einem Kaufmann bzw. Straßenhändler aus Hochsavoyen und Jeanne Rousseau (* ca. 1725).
Monge besuchte mit seinen beiden Brüdern Louis Monge (1748–1827) und Jean Monge (1751–1813) ein Collège der Oratorianer, Collège des Oratoriens in Beaune. Diese Schule bot eine liberalere Erziehung als andere religiöse Schulen, und so standen nicht nur Geisteswissenschaften im Vordergrund, sondern auch Geschichte, Mathematik und Naturwissenschaften. Im Jahre 1762, im Alter von 16 Jahren, ging Monge nach Lyon, wo er seine Ausbildung am Collège de la Trinité fortsetzte. Er führte seine Ausbildung dort bis zum Jahre 1764 weiter, dann kehrte er nach Beaune zurück.
Obzwar Monge die Militärschule École royale du génie de Mézières (Charleville-Mézières) als Schüler nicht besuchen konnte, wurde er dort 1765 als Zeichner und Vermessungstechniker angestellt. Hier lernte er Charles Bossut (1730–1814), einen Professor für Mathematik an dieser Schule kennen. Gefördert durch ihn, übernahm er im Jahre 1766 als Tutor den Mathematikunterricht und war damit verantwortlich für die Betreuung seiner Kurse. Monge nutzte die darstellende Geometrie für seinen Unterricht.
Im Jahre 1768 wurde Charles Bossut an die Académie des sciences gewählt. Durch ihn wurde Monge ermutigt, 1770 eine Arbeit in der Geometrie zu veröffentlichen.
Im folgenden Jahr trat er in Kontakt zu Jean-Baptiste le Rond d’Alembert und besonders auch zu Nicolas de Condorcet; letzterer drängt Monge dazu, vier Veröffentlichungen in der Mathematik zu präsentieren, so der Variationsrechnung, der Infinitesimalgeometrie, die Theorie der Partiellen Differentialgleichungen (siehe auch Monge-Ampèresche Gleichung) und der Kombinatorik.

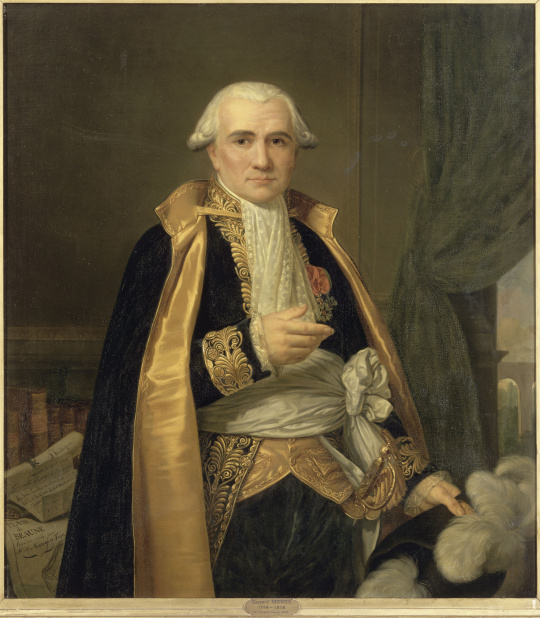
Gaspard Monge (1746–1818), comte de Péluse, Mathematiker, in voller Kleidung als Präsident des Senats Kurator, président du Sénat Conservateur, Jean Guillaume Elzidor Naigeon (1797–1867), 1842, Musée de l’Histoire de France (Versailles).

Gaspard Monge war seit dem Jahre 1777 mit Marie-Catherine Huart (1747–1846) verheiratet. Beide hatten zwei Kinder, Emilie Monge (1776–1867) und Louise Monge (1779–1874).
Bereits 1762 erhielt er in Lyon ein Lehramt und kam dann an die Artillerieschule bei Mézières, wurde 1765 Professor der Mathematik und 1771 der Physik.
Nachdem Monge 1780 in die Académie des sciences aufgenommen worden war, übernahm er in Paris die Professur für Hydrodynamik. Als 1789 die Französische Revolution begann, unterstützte er sie. Er wurde Mitglied des Jakobinerklubs und beteiligte sich an der großen Schreckenszeit. Er selbst wurde denunziert und entkam in diesem instabilen politischen System der Guillotine nur durch eine schleunige Flucht.
Als 1792 die Republik ausgerufen wurde, wurde er Marineminister, ministre de la Marine. In dieser Funktion musste er das Todesurteil an König Ludwig XVI. vollstrecken lassen. Einige Monate später legte er sein Amt nieder, da er den vielen konkurrierenden Parteien nicht gerecht werden konnte, und trat an die Spitze der Gewehrfabriken, Geschützgießereien und Pulvermühlen der Republik.
Er ist, mit Fabre d’Églantine, einer der Initiatoren des revolutionären Kalenders.
1794 begründete er die École polytechnique in Paris und bekleidete dort
die Professur für Mathematik.
Monge traf von Paris aus kommend am Dienstag, den 6. Februar 1798, in Rom (siehe auch Italienfeldzug) ein. Er war mit an dem Auftrag beteiligt, Papst Pius VI. im Namen der Ersten Französischen Republik zu zwingen, seine weltliche Autorität aufzugeben. In der Nacht vom 19. zum 20. Februar 1798 verließ der Papst den Vatikan.
Napoleon Bonaparte berief Monge als Mitglied der Expedition nach Ägypten, wo er von 1798 bis 1799 das Direktorium des Ägyptischen Instituts, Institut d’Ègypte übernahm.
Nach der zweiten Restauration wurde er 1816 als Vergeltungsmaßnahme sämtlicher Ämter enthoben und aus der Liste des Instituts gestrichen.
Außer durch mehrere physikalische Entdeckungen hat er sich namentlich durch die Schöpfung der darstellenden (deskriptiven) Geometrie verdient gemacht.

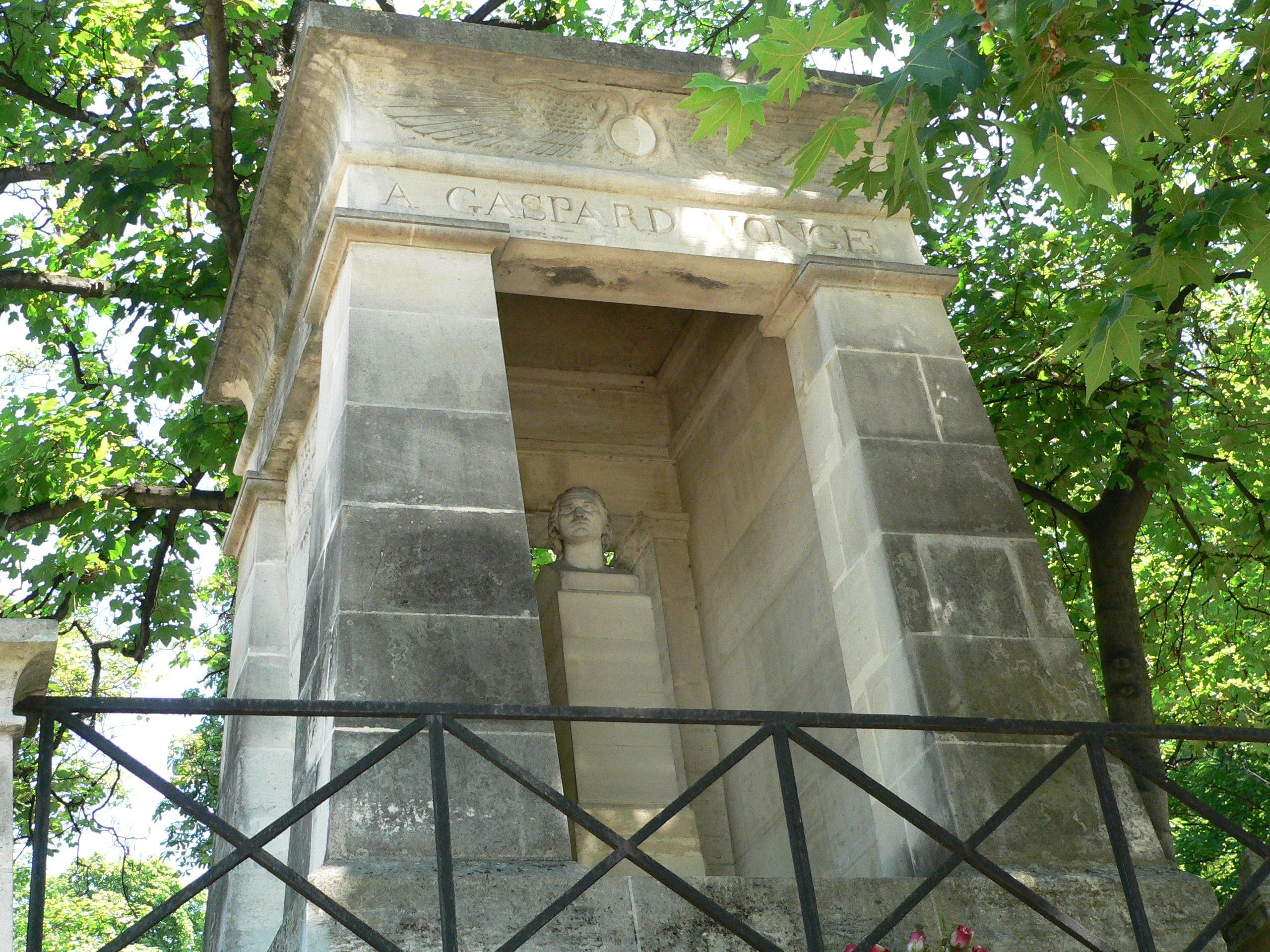
Das Grab von Gaspard Monge auf dem Friedhof Père-Lachaise, Division 18.

Monge wurde auf dem Pariser Friedhof Père-Lachaise, 18te Division, beerdigt, bevor man seine sterblichen Überreste im Jahre 1989 exhumierte und in das Panthéon überführte. Seit Beginn der 1950er Jahre ist er Namensgeber für die Île Monge, eine Insel vor der Küste des Adélielands in Antarktika.

## Leistungen

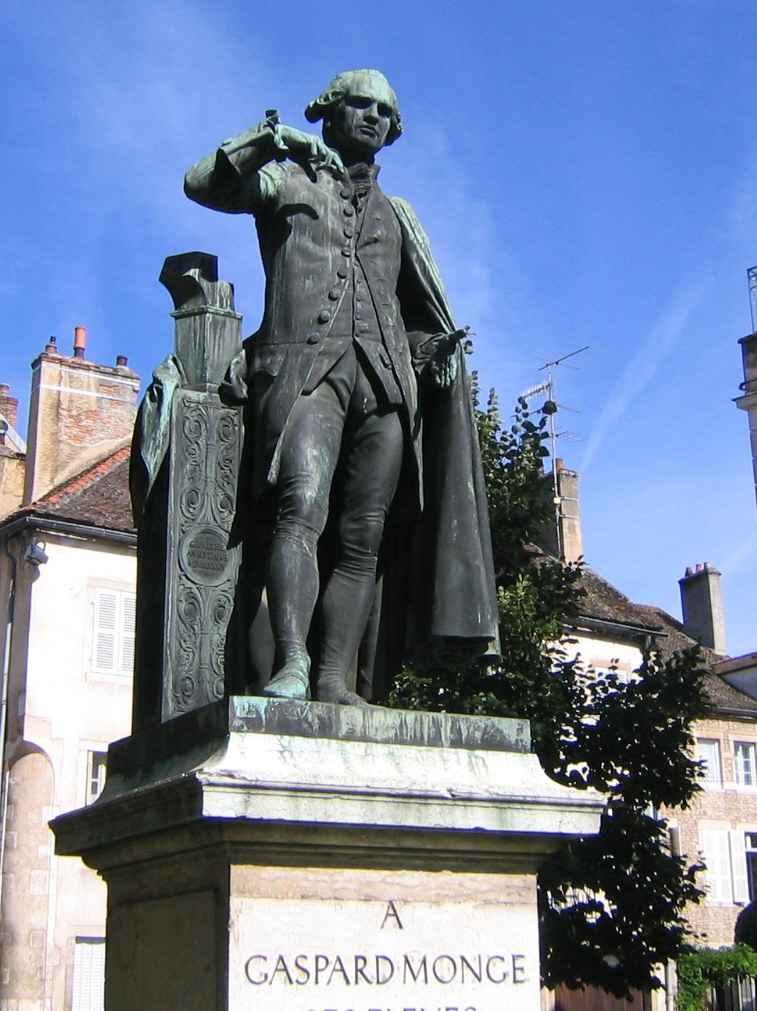
Gaspard-Monge-Denkmal in Beaune.

Monge veröffentlichte eine darstellende Geometrie und stellte eine Theorie der Luftspiegelung vor. 1783 erzeugte er Wasser aus Wasserstoff und Sauerstoff. Dies geschah unabhängig von Antoine Lavoisier, dem dieselbe Entdeckung in diesem Jahr ebenfalls gelang.

Monge wurde in seinem wissenschaftlichen Denken durch Antoine Laurent de Lavoisier beeinflusst und arbeitete eng mit Claude-Louis Berthollet zusammen.
Mit der Schrift Méthode de Nomenclature Chimique aus dem Jahre 1787 des Autorenquartetts, bestehend aus Antoine Laurent de Lavoisier, Guyton de Morveau, Antoine François de Fourcroy und Claude Louis Berthollet, wird auch die Abkehr von der Phlogistontheorie begründet. In dieses Umfeld gehörten ebenfalls Pierre-Auguste Adet, Jean-Henri Hassenfratz, aber auch Pierre-Simon Laplace und eben auch G. Monge.
Er untersuchte 1798 erstmals die Fata Morgana in Niederägypten.
Herbert Bastian hält Monge aufgrund von Schriftvergleichen und anderer Indizien für den Verfasser des um 1780 entstandenen Manuskriptes Essais-analytiques sur les échecs, dessen Autor sich selbst lediglich als „Mr. Chapais, négociant à Paris“ vorstellt.

## Ehrungen
- In seiner Geburtsstadt Beaune wurde 1849 ihm zu Ehren eine Statue errichtet.
- Er ist namentlich auf dem Eiffelturm verewigt, siehe: Die 72 Namen auf dem Eiffelturm.
- In Frankreich wurde 1998 eine 100-Francs-Gedenkmünze geprägt: Silber, 900fein, 22,2 g, 37 mm. Auflage: 3000 Stück

Nach ihm benannt wurden:
- der Monge-Punkt, der Schnittpunkt der Höhenhyperebenen in einem Simplex,
- der Mondkrater Monge
- der Asteroid (28766) Monge und
- in Paris im 5. Arrondissement eine Straße, die Rue Monge, und der Place Monge mit der U-Bahn-Station Place Monge.
- ein Aufklärungsschiff der französischen Marine, siehe Monge.

## Werke (Auswahl)
- 1793 - Traité élémentaire de statique, a l'usage des écoles de la Marine. A Paris, chez Pougin
- 1793 - Description de l'art de fabriquer les canons, faites en exécution de l'arrêté du Comité de Salut public, du 18 pluviôse de l'an 2 de la République française, une et indivisible. A Paris, de l'imprimerie du Comité de salut public
- 1793–1822 - Dictionnaire de physique. Tome premier; Tome second; Tome troisième; Tome quatrième; Planches. A Paris, Hotel de Thou
- 1798 - Géométrie descriptive. Lecons données aux écoles normales, l'an 3 de la République. Paris, Baudouin
- 1809 - Application de l'analyse à la géometrie à l'usage de l'École impériale polytechnique. Paris: Bernard
- Traité élémentaire de statique. Paris (8. A., 1848)
  - Anfangsgründe der Statik: Mit 5 Kupfern, übersetzt von Elkan Markus Hahn, Frölich, Berlin 1806.
- Géométrie descriptive. Paris (7. A., 1847)
- Application de l’analyse à la géométrie. Paris (5. A., 1850)
- Application de l’algèbre à la géométrie. (1805)